# Saint-Amans, Lozère
Saint-Amans är en kommun i departementet Lozère i regionen Occitanien i södra Frankrike. Kommunen ligger i kantonen Saint-Amans som tillhör arrondissementet Mende. År 2018 hade Saint-Amans 151 invånare.

## Befolkningsutveckling
Antalet invånare i kommunen Saint-Amans
| Referens: INSEE |